# Cláudio Jaborandy
Cláudio Jaborandy (Recife, 21 de janeiro de 1966) é um ator brasileiro, radicado no Ceará.

## Biografia
Cláudio nasceu em Recife, mas se considera cearense. “Fui criado no Ceará. Sou cearense”. Sua carreira iniciou-se no teatro. Formou-se em 1987 no curso de arte dramática da Universidade Federal do Ceará. Em 1998, fez o curso profissional de vídeo-cine-tv na Escuela d'Alts Estudis de la Imatge i el Disseny (Idep), em Barcelona, Espanha.
Atuando principalmente no cinema, recebeu prêmios como melhor ator nos principais festivais dedicados ao cinema nacional como o Cine-Ceará, Festival de Recife e Festival de Brasília, por atuações tanto em curtas como em longa-metragens.
Em Malhação: Viva a Diferença viveu o pai do Tato Matheus Abreu. O personagem era dependente químico.

## Filmografia

### Televisão
| Ano  | Título                             | Personagem               | Notas                                          | Emissora          |
| ---- | ---------------------------------- | ------------------------ | ---------------------------------------------- | ----------------- |
| 2025 | Guerreiros do Sol                  | Seu Neném                |                                                | Globoplay         |
| 2022 | Além da Ilusão                     | Benê Souza               |                                                | Rede Globo        |
| 2020 | Os Roni                            | Cornélio                 | Episódio: "Pequenos Chifres, Grandes Negócios" | Multishow         |
| 2017 | Malhação: Viva a Diferença         | Aldo Morais, Pai de Tato |                                                | Rede Globo        |
| 2016 | Velho Chico                        | Delegado Germano         |                                                | Rede Globo        |
| 2015 | Sete Vidas                         | Durval                   |                                                | Rede Globo        |
| 2014 | O Rebu                             | Severino                 |                                                | Rede Globo        |
| 2014 | Amores Roubados                    | Detetive Givaldo         |                                                | Rede Globo        |
| 2013 | Saramandaia                        | Tonho                    |                                                | Rede Globo        |
| 2013 | Gonzaga - de Pai pra Filho         | Januário                 | Telefilme                                      | Rede Globo        |
| 2011 | Morde & Assopra                    | Nivaldo                  |                                                | Rede Globo        |
| 2010 | A Grande Família                   | Nareba                   | Episódio: "A Máfia do Vinagrete"               | Rede Globo        |
| 2009 | Viver a Vida                       | Onofre                   |                                                | Rede Globo        |
| 2008 | Água na Boca                       | Severino Penaforte       |                                                | Rede Bandeirantes |
| 2008 | Queridos Amigos                    | Ramiro                   |                                                | Rede Globo        |
| 2007 | Malhação                           | Euzébio                  |                                                | Rede Globo        |
| 2007 | Amazônia, de Galvez a Chico Mendes | Benedito                 |                                                | Rede Globo        |
| 2006 | JK                                 | Zé                       |                                                | Rede Globo        |
| 2005 | Mad Maria                          | Gumercindo               |                                                | Rede Globo        |
| 2005 | Carga Pesada                       | Carlos                   |                                                | Rede Globo        |
| 2004 | Celebridade                        | Enésio                   | Episódios: "14–15 de maio"                     | Rede Globo        |
| 2004 | Um Só Coração                      | Antônio                  |                                                | Rede Globo        |
| 2004 | Da Cor do Pecado                   | Cássio                   |                                                | Rede Globo        |
| 1991 | Caso Especial                      | —                        | 1 episódio                                     | Rede Globo        |

### Cinema
| Ano  | Título                                  | Personagem         |
| ---- | --------------------------------------- | ------------------ |
| 2023 | O Sequestro do Voo 375                  | Sobral Quintanilha |
| 2021 | 4 x 100 - Correndo por um Sonho         | Seu Zé             |
| 2018 | A Outra História do Mundo               | Zezé               |
| 2018 | A Voz do Silêncio                       |                    |
| 2017 | Entre Irmãs                             | Dr. Duarte Coelho  |
| 2016 | Shaolin do Sertão                       | Regislândio Lúcio  |
| 2015 | A História da Eternidade                | Nataniel           |
| 2015 | Nise: O Coração da Loucura              | Emygdio de Barros  |
| 2015 | Tudo Que Deus Criou                     | Biu                |
| 2014 | Na Quebrada                             | Sr. Misael         |
| 2013 | Nise da Silveira - Senhora das Imagens  | Emygdio de Barros  |
| 2012 | Boca                                    | Carlito            |
| 2012 | Gonzaga - de Pai pra Filho              | Januário           |
| 2007 | 5 Frações de uma Quase História         | Antônio            |
| 2007 | A Casa de Alice                         | Ivanildo           |
| 2006 | O Céu de Suely                          | Cláudio            |
| 2006 | El cayo de la muerte                    | Duarte             |
| 2005 | As Vidas de Maria                       | Getúlio            |
| 2004 | Araguaia - A Conspiração do Silêncio    | Cabo Abdon         |
| 2003 | O Caminho das Nuvens                    | Gideão             |
| 2002 | Lua Cambará - Nas Escadarias do Palácio | Idelfonso          |
| 2000 | Latitude Zero                           | Vilela             |
| 1998 | Oropa, França e Bahia                   | Ascenso            |
| 1998 | Iremos a Beirute                        | Ademir             |

## Teatro
- 1987 - Parentes Entre Parênteses, Universidade Federal do Ceará
- 1988 - As Preciosas ridículas, direção de Edgar Castro
- 1990 - Quem Matou Zefinha?
- 1992 - Don Giovanni, de Mozart, direção de Bia Lessa
- 1993 - A Farsa do Mestre Pathelin
- 1994 - Oropa, França e Bahia, direção de Nehle Franke
- 1995 - Matança de Porco, de Peter Turrine, direção Nehle Franke

## Prêmios
- -     - 1995- 28º Festival nacional do cinema de Brasília/DF
    - Melhor ator - Filme "O Amor Não Acaba às Quinze e Trinta"
    - 1999- Rio Cine Festival - mostra competitiva de curta metragem - Melhor ator - filme - "Náufrago"
    - 7º Festival Chileno Internacional Del Cortometraje - Melhor ator - filme - "Náufrago"
    - 2001- VI Festival de Cinema do Recife - Melhor ator - filme - "O Prisioneiro"
    - V Festival de Cinema Luso-brasileiro de Santa Maria da Feira - Portugal - Melhor ator - filme -"Latitude Zero"
    - XXI Cine Ceará - Festival de Cinema do Ceará - Melhor ator - filme - "O Prisioneiro", curta-metragem
    - Festival de Kiev - Ucrânia - Melhor ator - filme -"Latitude Zero"
    - Melhor ator - filme - "Rapsódia Para Um Homem Comum", no Festival de Brasília, no Festival de Cinema do Maranhão e no FAM em Florianópolis